# Хребет Петра Першого
Пе́тра Пе́ршого хребе́т — гірський хребет в Таджикистані. Належить до гірської системи Паміру.
Простягається із заходу на схід, між долинами річок Сурхоб та Муксу на півночі та Обіхінгоу на півдні. На сході з'єднується з хребтом Академії Наук. Найвища точка — пік Москва (6785 м). Вкритий льодовиками.
| Таджикистан | Це незавершена стаття з географії Таджикистану. Ви можете допомогти проєкту, виправивши або дописавши її. |